# Tiracola spectabilis
Tiracola spectabilis är en fjärilsart som beskrevs av Walker 1865. Tiracola spectabilis ingår i släktet Tiracola och familjen nattflyn. Inga underarter finns listade i Catalogue of Life.